# La morte d'Orfeo
La morte d'Orfeo, op. 2, est un opéra (ou dramma per musica) du compositeur italien Stefano Landi créé en 1619 en Italie. Le livret, d'un librettiste inconnu, est tiré d'un poème d'Ange Politien, inspiré du personnage de la mythologie grecque Orphée.

## Historique
Stefano Landi, pour son premier opéra, s'inspire du poème Fabula di Orfeo, écrit par Ange Politien en 1484. Par ailleurs, le compositeur est tributaire de L'Orfeo de Claudio Monteverdi, de 1607, qui pose les bases du genre, et qu'il réemploie le thème dans son opéra. C'est par ailleurs déjà le cinquième opéra sur le thème d'Orphée depuis la première tentative Jacopo Peri en 1600, Euridice. Stefano Landi compose son ouvrage durant l'été 1619 pendant qu'il séjourne à Padoue, côtoyant le cardinal Scipione Caffarelli-Borghese. Il n'y a pas de preuves matérielles que l'ouvrage fut joué à l'époque de sa composition, — il est cité comme le premier opéra représenté à Rome — mais il a également pu être joué dans la région de Venise, lieu de la parution de la partition voire à Padoue, la ville de sa composition. La partition est éditée à Vienne en 1619 et le seul exemplaire connu de cette édition est conservé au British Museum. 

### Postérité
Le 26 août 2006 est donnée une version de concert de l'ouvrage avec l'Akadêmia et dirigée par Françoise Lasserre à Utrecht pour l'Holland Festival Oude Muziek. On y retrouve Cyril Auvity en Orphée, Guillemette Laurens en Teti. Reprise en novembre à la Salle Gaveau à Paris avec Agnès Mellon en Teti, celle-ci fait l'objet d'un enregistrement qui paraît chez Zig-Zag Territoires. L'opéra est joué sur scène en 2013 en Russie au Baroque Opera Studio avec l'Ensemble Prattica Terza et dirigé par Andrew Lawrence-King.
En 2018, Les Talens Lyriques produisent une mise en scène de l'opéra qui sera montée au Muziekgebouw d'Amsterdam. Dirigée par Christophe Rousset et mise en scène par Pierre Audi, on y retrouve Juan Francisco Gatell en Orphée, Cecila Molinari en Teti et Emiliano Gonzales Toro en Apolline. Cette production donne lieu à une captation vidéo parue chez Naxos en 2021. 

## Description
Drame musical (ou tragicomedia pastorale) d'une heure et demie en cinq actes et en italien, l'ouvrage est dédié à Alessandro Mattei, dont le livret lui a originellement été attribué à tort. Il a été envisagé que Stefano Landi fut bien le librettiste de son opéra, mais le véritable auteur du texte reste encore inconnu. L'histoire se déroule après la remontée d'Orphée des Enfers et qu'il ait échoué à revenir avec Eurydice. La partition se trouve entre l'opéra florentin centré sur le récitatif (recitar cantando (it)) et l'opéra romain qui apparaît quelques années après pour ses chœurs et ses ensembles, et est écrite à la manière des intermèdes typiques de cette période. Une particularité de cet ouvrage est qu'il est l'un des rares opéras écrits entre L'Orfeo de Claudio Monteverdi et la démocratisation du genre à Rome et à Venise à partir des années 1630. Le livret est prévu pour dix-huit chanteurs certainement envisagés pour être chanter par le même acteur sur la scène, la plupart étant de petits rôles.

### Rôles

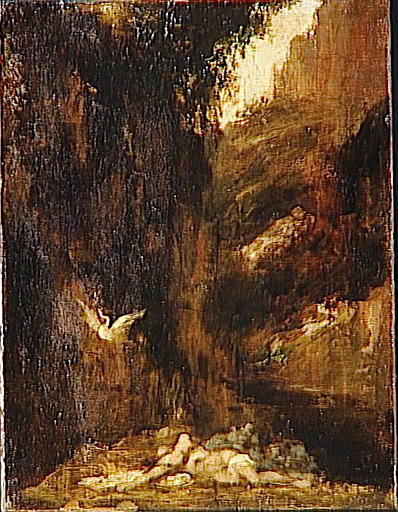
Orphée mort, Gustave Moreau

| Rôle      | Voix    | Créateur |
| --------- | ------- | -------- |
| Orphée    | ténor   |          |
| Teti      | alto    |          |
| Le Destin | basse   |          |
| L'Ebre    | basse   |          |
| L'Aurore  | alto    |          |
| Mercurio  | ténor   |          |
| Apolline  | ténor   |          |
| Bacco     | alto    |          |
| Nisa      | soprano |          |
| Ireno     | ténor   |          |
| Lincastro | alto    |          |
| La Fureur | basse   |          |
| Calliope  | alto    |          |
| Fileno    | ténor   |          |
| Caronte   | basse   |          |
| Eurydice  | soprano |          |
| Giove     | basse   |          |
| Fosforo   | alto    |          |

### Résumé
Orphée est invité dans l'Olympe par les dieux pour fêter son anniversaire. De retour des Enfers, le poète a juré de ne plus avoir de contacts avec les femmes ni de boire de vin. Bacchus, dieu du vin, s'offusque de ce comportement et décide de tuer Orphée en l'offrant aux griffes des Ménades. Jupiter, touché par le sort du héros, accueille le poète dans l'Olympe en tant que demi-dieu.

## Enregistrements
- La morte d'Orfeo, Accent, 1987, dir. Stephen Stubbs, 2 CD.
- La morte d'Orfeo, Zig Zag Territoires, 2007, dir. Françoise Lasserre, 2 CD.